# École
École è un comune francese di 276 abitanti situato nel dipartimento della Savoia della regione dell'Alvernia-Rodano-Alpi.

## Storia

### Simboli
Lo stemma è stato adottato nel 2022.
Il camoscio simboleggia la fauna, evidenziando la ricchezza naturale del territorio. La croce di san Maurizio richiama il patrono della città, con il rosso e bianco che rimandano alla bandiera della Savoia, evidenziandone le radici storiche. La fascia ondata rappresenta il fiume Cheran.
Nel capo è disegnato il profilo delle sette cime oltre i 2000 m (Colombier, Pécloz, Arclusaz, Armenaz, Pointe des Arces, Pointe des Arlicots, Grand Parra) a sottolineare il paesaggio montano di quest'area.

## Società

### Evoluzione demografica
Abitanti censiti